# ديفيد تومسون (سياسي كندي)
ديفيد تومسون هو سياسي كندي، ولد في 7 ديسمبر 1836، وتوفي في 18 أبريل 1886. حزبياً، نشط في الحزب الليبرالي الكندي. وقد انتخب عضو مجلس العموم الكندي.